# التصاق جنبي
الالتصاق الجنبي، يعتبر إجراءً طبيًا يزال من خلاله جزء من الحيز الجنبي بشكل اصطناعي، إذ يتضمن إلصاق الجنبة الحشوية بالضلعية وذلك في سبيل انقاذ الجنبة المنصفية.

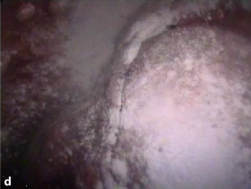
ورم المتوسطة الجنبي الخبيث الذي يعالجه الالتصاق الجنبي باستخدام بودرة تَلْك، وقد أخذت هذه الصورة بالمنظار الصدري

## استخدامات
يُجرى الالتصاق الجنبي لضمان عدم عودة استرواح الصدر التلقائي أو الانصباب الجنبي، ويمكن القيام به إما كيميائيًا أو ميكانيكيًا، وعادة ما يُتجنب إجراءه على المرضى الذين يعانون من التليف الكيسي بقدر الإمكان وذلك لأن عملية زراعة الكلية تصبح أكثر صعوبة بعد القيام به، كما لا تمنع الإصابة السابقة بالاسترواح الصدري سواءً أجري لھا التصاق جنبي أم لا من زراعة الكلیة.
كيميائيًا تُدخَل بعض المواد الكيميائية مثل مضاد بليوميسين أو مضاد تتراسيكلين (مثل مينوسكلين) أو محلول بوفيدون يودي أو روبة من مادة التلك إلى الحيز الجنبي باستخدام منزاح صدري، حيث تتسبب في حدوث تهيج بين الطبقات الجدارية والحشوية لغشاء الجنب وبالتالي يغلق الفراغ بينهما ويمنع تراكم المزيد من السوائل، ويجب على كيماويات علاج الالتصاق الجنبي المجهزة صيدليًا أن تُعَلم بوضع ملصق يكتب عليه «لا يؤخذ عن طريق الحقن الوريدي»  وذلك لتجنب أي أخطاء دوائية قاتلة محتملة ناتجة عن أخذها عبر المكان الخطأ.
أما بودرة التلك المعقمة والتي تحقن بها الجنبة عن طريق انبوب صدري فهي تستخدم كمُصلّب يعمل على تقليل احتمالية عودة الانصباب الجنبي الخبيث لدى المرضى الذين تظهر عليهم أعراضه، وتجرى عادة أثناء التشخيص بالمنظار الصدري.
وأما استخدام مطهر بوفيدون يودي فله ذات فعالية وامان بودرة التلك، وقد يفضل استخدامه لسهولة توفره وقلة تكلفته.
تعتبر عملية الالتصاق الجنبي باستخدام الكيماويات عملية مؤلمة ولذلك عادة ما يخدر المرضى قبلها بالمهدئات والمسكنات، كما يمكن حقن الحيز الجنبي بمخدر موضعي أو يمكن وضع قسطرة فوق جافية لتخديره.

### الجراحية
يمكن إجراء الالتصاق الجنبي الجراحي أو المسمى بالالتصاق الجنبي الكاشط إما عن طريق بضع الصدر أو تنظير الصدر، حيث يتضمن تهيجًا ميكانيكيًا لغشاء الجنب الجداري والذي غالبًا يتم باستخدام وسادة خدش وهي إسفنجية صغيرة مغطاة بمادة كاشطة والتي تُستخدم عادةً لتنظيف رؤوس شفرات آلة الكي الكهربائي، كما يعتبر الاستئصال الجراحي لغشاء الجنب الجداري وسيلة فعالة في تحقيق استقرار الالتصاق الجنبي.
وبدلًا من ذلك، يمكن وضع قسطرة جنبية نفقية خارج جسد المريض والتي عادة تؤدي إلى عملية إلتصاق جنبي تلقائية، إذ تستخدم فيها قوارير متنقلة لتفريغ السائل الجنبي، كما يُبقي التفريغ الروتيني جزئي الجنبة معًا محدثًا تهيج جسدي سببه القسطرة والذي يؤدي إلى ندب كليهما تدريجيًا، وعلى الرغم من أن هذه الطريقة هي الحل الأقل تدخلاً جراحيًا وأقل تكلفة إلا أنها تستغرق في المتوسط حوالي 30 يومًا لتحقيق الالتصاق الجنبي، وبالتالي فهي أبطأ وسيلة لتحقيقه من بين الطرق الأخرى.